# Canandaigua
Canandaigua település az USA New York államában, Ontario megyében, melynek megyeszékhelye is. Lakosainak száma 10 576 fő (2020. április 1.).

## Népesség
A település népességének változása:

| 2010 | 10 545 |
| 2020 | 10 576 |